# Stazione di Novate Milanese (1879)
Stazione di Novate Milanese 1992-ben bezárt vasútállomás Olaszországban, Lombardia régióban, Novate Milanese településen.

## Vasútvonalak
Az állomást az alábbi vasútvonalak érintik:
- Milánó–Saronno-vasútvonal

## Kapcsolódó állomások
A vasútállomáshoz az alábbi állomások vannak a legközelebb:
- Stazione di Milano Quarto Oggiaro
- Stazione di Novate Milanese